# ميشال زكور
ميشال زكور (1896 - 19 يونيو 1937) هو سياسيٌ وصحفيٌ لبناني، عيّن وزيرًا للداخلية في عام 1937. كان قد عمل في عددٍ من الصحف اللبنانية، كما أسس جريدة «المعرض» عام 1921. له عدة مؤلفات فكرية.

## حياته
وُلد ميشال في منطقة الشياح بقضاء بعبدا عام 1896. تلقى تعليمه الابتدائي في مدارس محلية، وأكمل تعليمه عام 1908 في مدرسة الحكمة، حيث تخرج منها عام 1914 ميلاديًا، ثم التحق بمعهد الحقوق الفرنسي، ولكنه كان مُحبًا للصحافة، مما دفعه للعمل في جريدة «الأحوال» لخليل البدوي ثم صار مديرًا فيها. عمل في تحرير بعض الصحف، ومنها: «البشير» لعبود أبي راشد و«الرأي العام» لطه المدور و«البرق» لبشارة الخوري.
عمل في تحرير جريدة «الحقيقة» عام 1916 لأحمد عباس الأزهري، ثم انتقل لجريدة «الشرق» لجمال باشا في دمشق، ثم إلى بيروت ليتولى تحرير جريدة «الحرية» عام 1915، ثم بعدها إلى جريدة «البرق». كان عمل في الوقت نفسه في ثلاث صحفٍ أخرى. أسس مع ميشال أبو شهلا في عام 1921 جريدة «المعرض»، التي بقيت تصدر حتى وفاته.
كان عضوًا في الحزب الدستوري اللبناني، برئاسة بشارة الخوري. تولى ميشال أمانة نقابة الصحافة عام 1922 و1924، كما شارك في تأسيس حزب الشبيبة اللبنانية. انتخب نائبًا عن جبل لبنان في دورة عام 1929، وأُعيد انتخابه مرة أخرى في دورة عام 1934، وكان عضوًا في عددٍ من اللجان النيابية. عُيِّن وزيرًا للداخلية في مارس (آذار) 1937 ميلاديًا في حكومة الرئيس خير الدين الأحدب.
يذكر كتاب «المعجم الوزاري اللبناني» بأنَّ ميشال زكور «عرف بمواقفه الوطنية، فحمل على الحكم الفرنسي المباشر في عهد الحاكم كيلا، واشتهر بصدق حملاته على حكومة الدباس، حتى لقبه المفوض السامي الفرنسي بالولد المخيف. ودعا إلى التعاون بين سوريا ولبنان على أساس السيادة الوطنية الكاملة».
كتب ميشال عددًا من المؤلفات الفكرية، ومنها: زينب، ومصرع الزباء.

## وفاته
تُوفي في بيروت بتاريخ 19 يونيو (حزيران) 1937 ميلاديًا الموافق 10 ربيع الآخر 1356 هجريًا، عن عمرٍ ناهز 41 عامًا، حيث تُوفي في المستشفى الفرنسي ببيروت؛ نتيجةً لنوبةٍ قلبية مفاجئة.